# Platyvelia
Platyvelia är ett släkte av halvvingar som beskrevs av John T. Polhemus och Dan A. Polhemus, 1993. Platyvelia ingår i familjen vattenlöpare, Veliidae.

## Dottertaxa tillPlatyvelia, i alfabetisk ordning[1]
- Platyvelia alvaradana (Drake & Hottes, 1952)
- Platyvelia annulipes (Champion, 1898)
- Platyvelia beameri (Hungerford, 1929)
- Platyvelia brachialis (Stål, 1860)
- Platyvelia egregia (Drake & Harris, 1935)
- Platyvelia maritima (J. Polhemus & Manzano, 1992)
- Platyvelia summersi (Drake, 1951)
- Platyvelia verana (Drake & Hottes, 1952)
- Platyvelia verdica (Drake, 1951)